# Sadeng Rejo
Sadeng Rejo is een bestuurslaag in het regentschap Pasuruan van de provincie Oost-Java, Indonesië. Sadeng Rejo telt 2723 inwoners (volkstelling 2010).